# Frullania giraldiana
Frullania giraldiana là một loài Rêu trong họ Jubulaceae. Loài này được C. Massal. mô tả khoa học đầu tiên năm 1897.